# Rhyssemus punctiventris
Rhyssemus punctiventris är en skalbaggsart som beskrevs av Vladimir Balthasar 1961. Rhyssemus punctiventris ingår i släktet Rhyssemus och familjen Aphodiidae. Inga underarter finns listade i Catalogue of Life.